# Hajib El Hajjaji
Hajib El Hajjaji (Verviers, 21 december 1981) is een Belgisch politicus voor Ecolo.

## Biografie
El Hajjaji, die Marokkaanse roots heeft, is van opleiding ingenieur in de energiesector en ging aan de slag voor het internationaal ingenieursbureau Tractebel.
Hij begon zijn politieke carrière voor de christendemocratische cdH en werd voor deze partij in oktober 2006 verkozen tot gemeenteraadslid van de stad Verviers. Tevens werd hij bestuurslid van de lokale cdH-afdeling van Verviers en lid van het arrondissementieel comité van CDH in de regio Verviers. In maart 2012 verliet hij het cdH uit onvrede met het feit dat de lokale afdeling in Verviers weigerde om een OCMW-raadslid op de lijst voor de gemeenteraadsverkiezingen te plaatsen omdat ze een hidjab droeg, hetgeen volgens de lokale leiding in strijd was met de waarden die de partij wilde uitdragen. In juni 2012 nam El Hajjaji ontslag als gemeenteraadslid om zich aan te sluiten bij Ecolo. Voor de partij was hij kandidaat bij de provincieraadsverkiezingen van oktober 2012, maar hij werd niet verkozen. Van 2018 tot 2020 was El Hajjaji co-voorzitter van de regionale Ecolo-afdeling van het arrondissement Verviers.
In oktober 2018 werd El Hajjaji voor Ecolo opnieuw verkozen in de gemeenteraad van Verviers en werd hij er fractieleider voor de partij. Ook zetelde hij van juni 2019 tot juli 2024 in de provincieraad van Luik. Vanuit zijn mandaat in de provincieraad was El Hajjaji tevens van 2019 tot 2020 bestuurder bij SPI, het agentschap voor territoriale ontwikkeling van de provincie, en van 2020 tot 2024 bestuurder bij de intercommunale Enodia.
Bij de Waalse verkiezingen van juni 2024 stond El Hajjaji als eerste opvolger op de Ecolo-lijst in het arrondissement Verviers. In juli 2024 kon hij zitting nemen in het Parlement van de Franse Gemeenschap als opvolger van de Duitstalige Freddy Mockel, die niet in deze assemblee mocht zetelen. Tevens werd hij als deelstaatsenator afgevaardigd naar de Senaat
Ook is hij sinds 2006 bestuurder van de vzw Essalem, die kwetsbare jongeren middels sport, onderwijs en solidariteitsprojecten wil laten bijdragen aan de maatschappij, en was hij van 2016 tot 2023 bestuurslid van het CCIB, het Collectief voor Inclusie en tegen Islamofobie in België.